# (20554) 1999 RW114
A (20554) 1999 RW114 a Naprendszer kisbolygóövében található aszteroida. A LINEAR projekt keretében fedezték fel 1999. szeptember 9-én.